# Sphetta biocellata
Sphetta biocellata là một loài bướm đêm trong họ Noctuidae.